# Sweetbottom live: the reunion
Sweetbottom live: the reunion is een muziekalbum van de Amerikaanse fusion band Sweetbottom.
Sweetbottom is opgericht in Milwaukee (Wisconsin) begin jaren zeventig. Het heeft een aantal jaren opgetreden. De bandleden op zich zijn vrij onbekend op een na en er schijnt alleen een titelloos studioalbum te zijn opgenomen in die jaren. De bekende persoon uit Sweetbottom is Daryl Stuermer, hij zou later furore maken als gitarist bij Jean-Luc Ponty en Genesis. Dit album is een registratie van een tweetal concerten in Milwaukee, in the Shank Hall.

## Musici
- Daryl Stuermer – gitaar;
- Warren Wiegratz – saxofoon, dwarsfluit en toetsen;
- Duane Stuermer – basgitaar en zang;
- Mike Murphy – slagwerk;
- Kostia – toetsen.

## Composities
1. The whisperer (Don Grolnick)
2. Beggars Festival (Warren Wiegratz)
3. The archer (Daryl Stuermer)
4. You know me to well (Duane Stuermer)
5. Flight to Maracaibo (Warren Wiegratz)
6. You’ve got to jive to stay alive (Warren Wiegratz)
7. Festival city (Michael Murphy / Daryl Stuermer)
8. Freeway jam (Max Middleton)